# Ronde van Bulgarije
De Ronde van Bulgarije (Bulgaars:  Обиколка на България) is een meerdaagse wielerwedstrijd die jaarlijks eind augustus/begin september wordt verreden. De koers maakt deel uit van de UCI Europe Tour en heeft een classificatie van 2.2.
De eerste editie vond plaats in 1924 en telde twee winnaars: de Bulgaren Georgi Abadjiev en Kosta Djulgerov. Vanaf 1955 wordt de wedstrijd jaarlijks verreden. Recordwinnaar is de Bulgaar Ivaïlo Gabrovski met vijf zeges. De eerste Nederlander die de koers won was Fedor den Hertog in 1970. In 1993 kreeg hij in Mano Lubbers een opvolgende landgenoot. 
In 2017 bestond de Ronde van Bulgarije uit twee losstaande driedaagse wedstrijden: de Ronde van Bulgarije Noord en de Ronde van Bulgarije Zuid, ieder met een eigen eindklassement.

## Lijst van winnaars

### Meervoudige winnaars
| Overwinningen | Renner           | Jaren                        |
| ------------- | ---------------- | ---------------------------- |
| 5             | Ivaïlo Gabrovski | 2003, 2006, 2008, 2009, 2011 |
| 3             | Bojan Kotsev     | 1958, 1959, 1960             |
| 3             | Nentcho Stajkov  | 1978, 1980, 1984             |
| 3             | Pavel Chumanov   | 1990, 1992, 1997             |
| 3             | Hristo Sajkov    | 1994, 1995, 1996             |
| 2             | Milko Dimov      | 1949, 1950                   |
| 2             | Dimitar Kolev    | 1956, 1961                   |
| 2             | Ivan Bobekov     | 1962, 1966                   |
| 2             | Petar Petrov     | 1985, 1987                   |
| 2             | Dimitar Dimitrov | 2001, 2002                   |

### Overwinningen per land
| Overwinningen | Land                                                                       |
| ------------- | -------------------------------------------------------------------------- |
| 42            | Bulgarije                                                                  |
| 5             | Polen, Sovjet-Unie                                                         |
| 3             | Italië, Oekraïne                                                           |
| 2             | Frankrijk, Kazachstan, Nederland, Tsjecho-Slowakije                        |
| 1             | Duitse Democratische Republiek, Duitsland, Joegoslavië, Slovenië, Tsjechië |
| 70            |                                                                            |